# Wanted: Weapons of Fate
Wanted: Weapons of Fate è un videogioco del genere sparatutto sviluppato da GRIN e pubblicato dalla Warner Bros. nel 2009, e disponibile per PC, PlayStation 3 e Xbox 360. Il videogioco è ispirato all'omonimo film Wanted - Scegli il tuo destino.

## Trama
Il gioco inizia circa cinque ore dopo gli eventi del film. Il protagonista, Wesley Gibson, diventato ormai un perfetto assassino, diventa il capo della setta segreta degli assassini. All'inizio della storia egli viene svegliato di soprassalto da un brutto sogno in cui la propria madre viene assassinata da un killer misterioso. Egli dunque si pone come obiettivo la ricerca della verità circa la storia della sua famiglia. Mentre nell'omonimo film la trama è più intrecciata al rapporto di Wesley con suo padre, nel videogioco il protagonista cerca di risalire alla verità sulla figura materna.

## Modalità di gioco
Wanted: Weapons of Fate permette di impersonare il protagonista Wesley Gibson, oramai consapevole dei suoi poteri, ovvero agilità e forza sovrumane e la capacità di curvare i proiettili, in uno sparatutto in terza persona. L'obiettivo del gioco sarà quello di guidare Wesley e Cross lungo una serie di livelli uccidendo tutti i nemici che si troveranno innanzi, muovendosi agilmente, nascondendosi da una copertura all'altra nel caso fosse necessario e sporgersi per sparare alle proprie nemesi, usando questi eventualmente come scudi umani. Tra i poteri presenti vi sono i caratteristici "proiettili a effetto" ed il bullet time, quest'ultimo attivabile saltando da un riparo ad un altro, il che darà anche la possibilità di stordire i nemici facendo collidere due o più proiettili fra loro.

## Sviluppo
Il 5 Marzo 2009 è stata distribuita una demo del gioco scaricabile su Xbox Live e PlayStation Network che include tutti i livelli di tutorial e i primi due stage del livello ambientato su un aereo. Wanted: Weapons of Fate è stato pubblicato il 24 marzo 2009 in America e il 3 aprile nel Regno Unito.
Wesley mantiene le sembianze dell'attore James McAvoy, ma viene doppiato da Jimmi Simpson. Il costume indossato da Wesley nel fumetto originale Wanted è stato introdotto anche nella versione videoludica "per rendere felici i fan dei fumetti" e farlo "sembrare davvero tosto". Thomas Kretschmann e Terence Stamp riprendono i ruoli di Cross e Pekwarsky mentre Paz Vega dà la voce ad Araña, un personaggio ispirato alla Fox di Angelina Jolie.

## Musica
Weapons of Fate utilizza motivi musicali ripresi dalla Wanted: Original Motion Picture Soundtrack di Danny Elfman. Inoltre, il brano The Little Things, eseguito da Elfman, è stato remixato dal gruppo musicale britannico Unkle per essere utilizzato come canzone del titolo del gioco, venendo poi venduto come download digitale dal 31 marzo 2009.